# Bonin (powiat drawski)
Bonin (niem. Gut Bonin) – wieś w Polsce położona w województwie zachodniopomorskim, w powiecie drawskim, w gminie Wierzchowo. W latach 1975–1998 miejscowość administracyjnie należała do województwa koszalińskiego. W roku 2007 wieś liczyła 25 mieszkańców. Miejscowość wchodzi w skład sołectwa Osiek Drawski. Najbardziej na zachód oraz jednocześnie na północ położona miejscowość gminy.

## Geografia
Wieś leży ok. 2 km na zachód od Osieka Drawskiego.